# Élan Chalon
O Élan Chalon é um clube profissional de basquetebol sediado na cidade de Chalon-sur-Saône, França que atualmente disputa a Liga Francesa. Foi fundado em 1955 e manda seus jogos no Le Colisée com capacidade para 4.540 espectadores.

## Títulos
- 2x  Campeão da Liga Francesa 2012 e 2017
- 2x  Campeão da Copa da França 2011 e 2012